# Lalinde
Lalinde település Franciaországban, Dordogne megyében. Lakosainak száma 2936 fő (2022. január 1.). Lalinde Pressignac-Vicq, Mauzac-et-Grand-Castang, Badefols-sur-Dordogne, Pontours, Baneuil és Couze-et-Saint-Front községekkel határos.

## Népesség
A település népességének változása:
| Lakosok száma | 3291 | 2949 | 3029 | 2938 | 2951 | 2848 | 2794 | 2770 | 2827 | 2936 |
|               | 1968 | 1982 | 1990 | 2006 | 2013 | 2015 | 2017 | 2019 | 2020 | 2022 |